# Sarah Cardwell
Sarah Cardwell (* 10. Oktober 1991 in Melbourne) ist eine australische Squashspielerin.

## Karriere
Sarah Cardwell begann 2008 ihre Karriere und gewann bislang drei Titel auf der PSA World Tour. Ihre höchste Platzierung in der Weltrangliste erreichte sie im Februar 2017 mit Rang 41. Mit der australischen Nationalmannschaft nahm sie 2012, 2014, 2018, 2022 und 2024 an der Weltmeisterschaft teil. Bei den Commonwealth Games 2014 schied sie in der Einzelkonkurrenz in der ersten Runde gegen Samantha Cornett aus. 2019 wurde sie mit Jessica Turnbull Vizeweltmeisterin im Doppel.
Ihre Mutter Vicki Cardwell war ebenfalls Squashspielerin und wurde 1983 Weltmeister. Auch ihr Bruder Josh war Squashprofi.

## Erfolge
- Vizeweltmeisterin im Doppel: 2019 (mit Jessica Turnbull)
- Gewonnene PSA-Titel: 3